# Луций Антоний Сатурнин
Вижте пояснителната страница за други личности с името Сатурнин.
Луций Антоний Сатурнин (на латински: Lucius Antonius Saturninus) е римски политик през 1 век, който се бунтува срещу император Домициан.
Сатурнин е приет в сенаторското съсловие от Веспасиан. През 82 г. става консул и по-късно управител на провинция Germania Superior.
През януари 89 г. той е издигнат от войските си, Legio XIIII Gemina и Legio XXI Rapax в Могонциакум за император. Въстанието е потушено след 42 дни от войските на управителя на провинция Долна Германия, Авъл Буций Лапий Максим, преди Домициан да пристигне и изгаря писмата и документите на Сатурнин. Сатурнин е убит, а главата му е изложена на Форума в Рим.
Верните легиони получават от Домициан почетното име pia fidelis, който издава и заповедта да не се стационират повече от два легиона в един лагер.